# Communauté rurale de Diambati
La communauté rurale de Diambati est une communauté rurale du Sénégal située en Casamance, au sud du pays. 
Créée en 2008, elle fait partie de l'arrondissement de Diaroumé, du département de Bounkiling et de la région de Sédhiou.